# 오트오고웨주

오트오고웨 주

오트오고웨주(프랑스어: Haut-Ogooué)는 가봉의 주로 주도는 프랑스빌이며 면적은 36,547km2, 인구는 228,471명(2010년 기준)이다. 서쪽으로는 오고웨롤로 주, 북쪽으로는 오고웨이빈도 주와 접하며 동쪽과 남쪽으로는 콩고 공화국과 국경을 접한다. 8개 현을 관할한다.

## 같이 보기
- 오클로 천연원자로